# Megachile apora
Megachile apora är en biart som beskrevs av Karl V. Krombein 1953.
Megachile apora ingår i släktet tapetserarbin och familjen buksamlarbin. Inga underarter finns listade i Catalogue of Life.